# Simfonia núm. 1 (Bernstein)
Simfonia núm. 1 Jeremiah va ser compost per Leonard Bernstein el 1942. És una obra programàtica que segueix la història bíblica del profeta Jemeries. El tercer moviment utilitza textos del Llibre de les lamentacions de la Bíblia hebrea, cantat per una mezzosoprano. L'obra va guanyar el premi del Cercle dels Crítics de Música de Nova York com a la millor obra americana del 1944.

## Moviments
La simfonia conté tres moviments:
1. Prophecy
2. Profanation
3. Lamentation

## Representacions
Es va estrenar el 28 de gener de 1944, a la Mesquita de Síria de Pittsburgh amb el compositor dirigint la Pittsburgh Symphony Orchestra. La solista va ser Jennie Tourel. Tot seguit es va representar al Carnegie Hall de Nova York el 29 de març de 1944, un altre cop amb Tourel com a solista.